# Casa Sebastià Bosch Sala
La Casa Sebastià Bosch Sala és un edifici del municipi de la Garriga (Vallès Oriental) que forma part de l'Inventari del Patrimoni Arquitectònic de Catalunya.

## Descripció
És un habitatge unifamiliar entre parets mitgeres. Consta de soterrani i planta baixa. Façana plana, coronada per una barana mixta formada per medallons amb cintes verticals unides per una sanefa esgrafiada amb motius florals i elements de ferro fuetejats. És una obra singular de Manel Joaquim Raspall: la fórmula de les plaques, al damunt de les llindes de portes i finestres, arriba a la màxima complexitat ornamental.